# 埃里克·海因里克斯
阿克塞尔·埃里克·海因里克斯（瑞典語：Axel Erik Heinrichs，1890年7月21日—1965年11月16日），芬兰瑞典族，是芬兰国防军的步兵上将（Jalkaväenkenraali）。
海因里克斯在“临时和平”和继续战争（1940年5月16日至1941年6月29日，1942年1月29日至1944年10月6日）期间担任芬兰国防军总参谋长。二战结束后，海因里克斯担任芬兰国防军总司令（1945年1月12日至1945年7月1日）。

## 生平

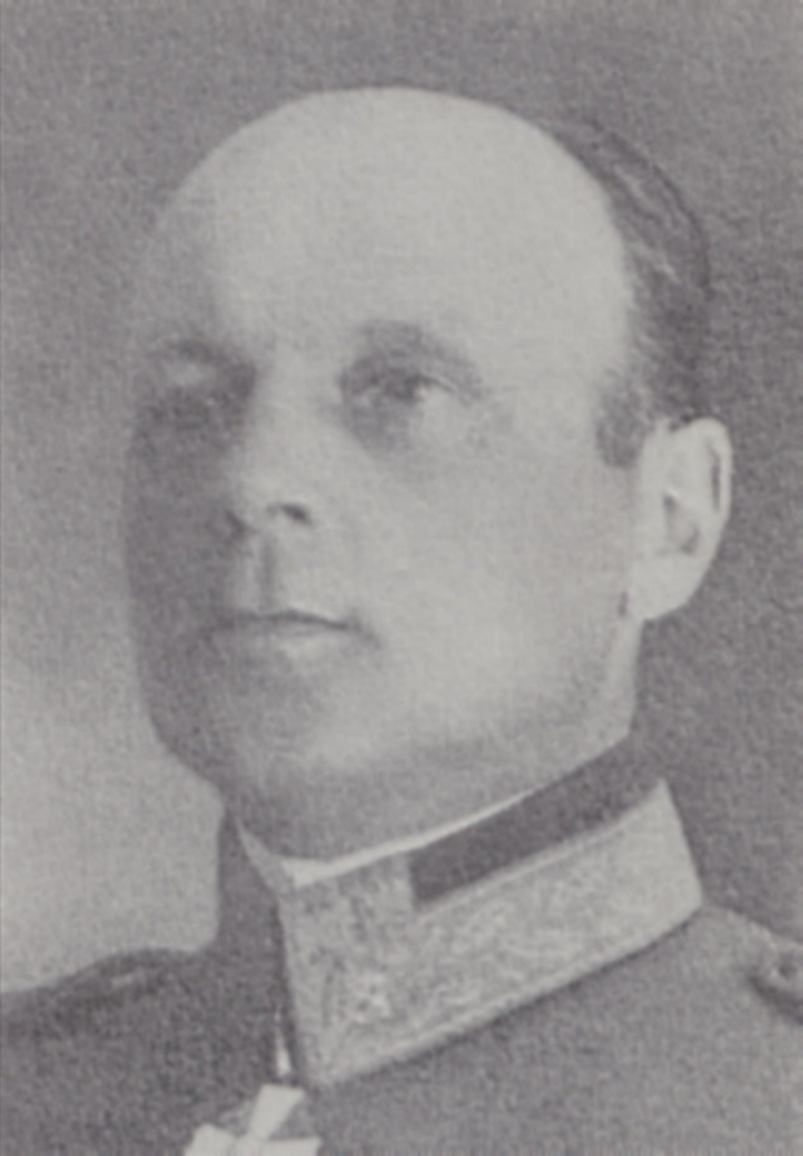
1938年的海因里克斯

1890年7月21日，海因里克斯出生于赫尔辛基的一个芬蘭瑞典族家庭。他是大学物理教师、气象学者阿克塞尔·奥西安·安德烈亚斯·海因里克斯和约翰娜·玛蒂尔达（娘家姓：伦霍尔姆）的长子。
1908年，海因里克斯自新瑞典族男女共学学校毕业，并升入赫尔辛基大学。1908年至1913年，他在赫尔辛基大学哲学院历史语言系学习，并加入新地社团。1910年秋天后，他在凯米城的凯里哈拉区当大学生家教。大学毕业后，海因里克斯成为了一名记者。
海因里克斯和他的弟弟们是最早的一批芬兰猎兵。1915年3月25日，海因里克斯胸怀“芬兰独立”的梦想，同他的弟弟们前去德国北部的洛克施泰特兵营接受军事训练。1916年5月9日，洛克施泰特的训练团被指定为皇家普鲁士第27猎兵营，海因里克斯也作为低级军官参与了第一次世界大戰東線戰場的战斗，并于1917年4月10日被授予普鲁士二级铁十字勋章。
1918年2月11日，海因里克斯在德国加入芬兰白军，并获得少校军衔。1918年2月25日，他与猎兵部队一同返回芬兰，抵达瓦萨。随后，他受命组建第七猎兵营，成为了一名营长。芬兰内战期间，海因里克斯参与了坦佩雷战役和维伊普里战役。芬兰内战结束后，海因里克斯进入总参谋部任职，并多次短暂担任总参谋长一职。 
1939年11月30日，冬季战争爆发，他被曼纳海姆委任为第3军的指挥官。1940年2月19日后，他又被曼纳海姆委任为地峡军团的指挥官，负责防卫在战略上极为关键的卡累利阿地峽；同日，他被晋升为中将军衔。 1940年6月，海因里克斯成为芬兰国防军总参谋长，并于1941年10月3日晋升为步兵上将（Jalkaväenkenraali）。 
继续战争期间，海因里克斯担任卡累利阿军团司令（1941年6月29日至1942年1月29日），此后再次被任命为芬兰国防军总参谋长。1944年12月31日，海因里克斯成为继曼纳海姆之后，一级曼纳海姆十字勋章的第二位获得者。此外，在1944年8月5日，他还获得了骑士铁十字勋章。二战结束后，海因里克斯于1945年1月接替曼纳海姆担任芬兰国防军总司令。由于其卷入了武器藏匿案，他当了170天的总司令，便引咎辞职。
1948年，芬兰总统尤霍·库斯蒂·巴锡基维向莫斯科派遣了谈判代表团，负责代表芬兰与苏联签署苏芬友好合作互助条约。而海因里克斯则是代表团中的军事专家。 

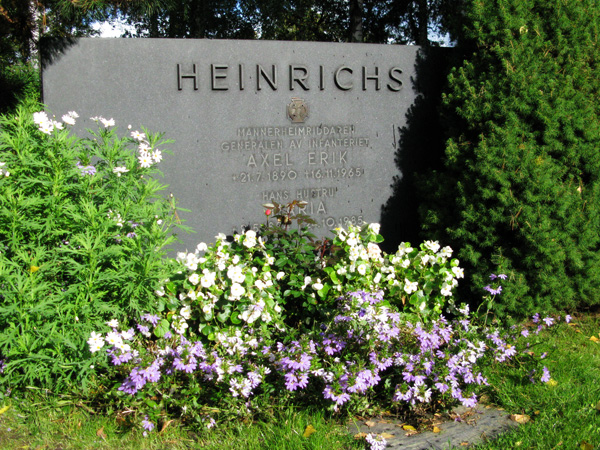
海因里克斯的墓碑

海因里克斯也是一位备受赞誉的作家。海因里克斯撰写的两卷本曼纳海姆传记被认为是他的代表作。1957年5月，他被母校赫尔辛基大学授予荣誉哲学博士学位。1960年，他被芬兰瑞典语文学协会授予托兰德奖。1965年11月16日，海因里克斯于赫尔辛基的基韦莱医院去世，享年75岁。他被安葬于赫尔辛基的库洛岛公墓。